# Levitate (canción de Twenty One Pilots)
«Levitate» es una canción del dúo musical estadounidense Twenty One Pilots. Fue lanzada el 8 de agosto de 2018 como tercer sencillo de su quinto álbum de estudio Trench (2018).

## Composición
Levitate es una canción con letras rapeadas. Para la música emplea el mismo sintetizador que "Jumpsuit", pero a revés, con una batería sampleada al principio y más tarde real, un tanto agresiva.

## Video musical
El video musical de la canción se lanzó el 8 de agosto. El clip concluye la historia de los dos sencillos anteriores y fue dirigido por Andrew Donoho, quien dirigió los videos de los sencillos anteriores de Trench. El video muestra a Tyler Joseph que se afeita la cabeza y rapeando la canción en un retiro de montaña iluminado por antorchas lleno de "Banditos", antes de ser atrapado por uno de los obispos.
El video musical ha recibido más de 43 millones de visitas en YouTube hasta mayo de 2025.